# Capi di Stato e di governo nel 1957
Questa è la lista dei Capi di Stato e di governo nel 1957.

## Africa
- Egitto
  - Presidenti dell'Egitto: Gamal Abd el-Nasser (1954-1962)
- Etiopia
  - Imperatore: Haile Selassie I (1941-1974)
  - Primo ministro:

  1. Makonnen Endelkachew (1942-1957)
  2. Abebe Aregai (1957-1960)
- Ghana (indipendente dal 6 marzo 1957)
  - Regina: Elisabetta II (1957-1960)
  - Governatore generale:

  1. Charles Arden-Clarke (1949-1957)
  2. William Hare (1957-1960)

  - Primo ministro: Kwame Nkrumah (1952-1960)
- Liberia
  - Presidente: William Tubman (1944-1971)
- Libia
  - Re: Idris (1951-1969)
  - Primo ministro:

  1. Mustafa Ben Halim (1954-1957)
  2. Abdul Magid Kubar (1957-1960)
- Marocco
  - Sultano: Muhammad V (1955-1961)
  - Primo ministro: Mbarek Bekkay (1955-1958)
- Sud Africa
  - Regina: Elisabetta II (1952-1961)
  - Governatore generale: Ernest Jansen (1951-1959)
  - Primo ministro: Johannes Gerhardus Strijdom (1954-1958)
- Sudan
  - Capo di Stato: Consiglio Sovrano (1956-1958)
  - Primo ministro: Abdallah Khalil (1956-1958)
- Tunisia (repubblica dal 25 luglio 1957)
  - Capo di Stato:

  1. Re: Muhammad VIII al-Amin (1956-1957)
  2. Presidente: Habib Bourguiba (1957-1987)

  - Primo ministro: Habib Bourguiba (1956-1957)

## America
- Argentina
  - Presidente: Pedro Eugenio Aramburu (1955-1958)
- Bolivia
  - Presidente: Hernán Siles Zuazo (1956-1960)
- Brasile
  - Presidente: Juscelino Kubitschek de Oliveira (1956-1961)
- Canada
  - Regina: Elisabetta II (1952-2022)
  - Governatore generale del Canada: Vincent Massey (1952-1959)
  - Primo ministro:

  1. Louis Saint-Laurent (1948-1957)
  2. John Diefenbaker (1957-1963)
- Cile
  - Presidente: Carlos Ibáñez del Campo (1952-1958)
- Colombia
  - Presidente:

  1. Gustavo Rojas Pinilla (1953-1957)
  2. Gabriel París Gordillo (1957-1958)
- Costa Rica
  - Presidente: José Figueres Ferrer (1953-1958)
- Cuba
  - Presidente: Fulgencio Batista (1952-1959)
  - Primo ministro:

  1. Jorge García Montes (1955-1957)
  2. Andrés Rivero Agüero (1957-1958)
- Repubblica Dominicana
  - Presidente: Héctor Trujillo (1952-1960)
- Ecuador
  - Presidente: Camilo Ponce Enríquez (1956-1960)
- El Salvador
  - Presidente: José María Lemus (1956-1960)
- Guatemala
  - Presidente:

  1. Carlos Castillo Armas (1954-1957)
  2. Luis Arturo González López (1957)
  3. Óscar Mendoza Azurdia (1957)
  4. Guillermo Flores Avendaño (1957-1958)
- Haiti
  - Presidente:

  1. Joseph Nemours Pierre-Louis (1956-1957) ad interim
  2. Franck Sylvain (1957) ad interim
  3. Léon Cantave (1957)
  4. Comitato Esecutivo di Governo (1957)
  5. Léon Cantave (1957)
  6. Daniel Fignolé (1957) ad interim
  7. Antonio Thrasybule Kébreau (1957)
  8. François Duvalier (1957–1971)
- Honduras
  - Presidente:

  1. Giunta militare honduregna (1956-1957)
  2. Ramón Villeda Morales (1957-1963)
- Messico
  - Presidente: Adolfo Ruiz Cortines (1952-1958)
- Nicaragua
  - Presidente: Luis Somoza Debayle (1956-1963)
- Panama
  - Presidente: Ernesto de la Guardia (1956-1960)
- Paraguay
  - Presidente: Alfredo Stroessner (1954-1989)
- Perù
  - Presidente: Manuel Prado Ugarteche (1956-1962)
  - Primo ministro: Manuel Cisneros (1956-1958)
- Stati Uniti d'America
  - Presidente: Dwight D. Eisenhower (1953-1961)
- Uruguay
  - Presidente:

  1. Alberto Fermín Zubiría (1956-1957)
  2. Arturo Lezama (1957-1958)
- Venezuela
  - Presidente: Marcos Pérez Jiménez (1952-1958)

## Asia
- Afghanistan
  - Re: Mohammed Zahir Shah (1933-1973)
  - Primo ministro: Mohammed Daud Khan (1953-1963)
- Arabia Saudita
  - Re:  Sa'ud (1953-1964)
- Bhutan
  - Re: Jigme Dorji Wangchuck (1952-1972)
  - Primo ministro: Jigme Palden Dorji (1952-1964)
- Birmania
  - Presidente:

  1. Ba U (1952-1957)
  2. Win Maung (1957-1962)

  - Primo ministro:

  1. Ba Swe (1956-1957)
  2. U Nu (1957-1958)
- Cambogia
  - Re: Norodom Suramarit (1955-1960)
  - Primo ministro:

  1. San Yun (1956-1957)
  2. Norodom Sihanouk (1957)
  3. Sim Var(1957-1958)
- Ceylon
  - Regina: Elisabetta II (1952-1972)
  - Governatore generale: Oliver Ernest Goonetilleke (1954-1962)
  - Primo ministro: Solomon Bandaranaike (1956-1959)
- Cina
  - Presidente: Mao Tse-tung (1949-1959)
  - Primo ministro: Zhou Enlai (1949-1976)
- Corea del Nord
  - Capo di Stato:

  1. Kim Tu-bong (1948-1957)
  2. Choi Yong-kun (1957-1972)

  - Primo ministro: Kim Il-sung (1948-1972)
- Corea del Sud
  - Presidente: Syngman Rhee (1948-1960)
- Filippine
  - Presidente:

  1. Ramon Magsaysay (1953-1957)
  2. Carlos P. Garcia (1957-1961)
- Giappone
  - Imperatore: Hirohito (1926-1989)
  - Primo ministro:

  1. Tanzan Ishibashi (1956-1957)
  2. Nobusuke Kishi (1957-1960)
- Giordania
  - Re: Hussein (1952-1999)
  - Primo ministro:

  1. Suleiman Nabulsi (1956)
  2. Abdelhalim al-Nimr (1957)
  3. Husayn Khalidi (1957)
  4. Ibrahim Hashem (1957-1958)
- India
  - Presidente: Rajendra Prasad (1950-1962)
  - Primo ministro: Jawaharlal Nehru (1947-1964)
- Indonesia
  - Presidente: Sukarno (1945-1967)
  - Primo ministro:

  1. Ali Sastroamidjojo (1956-1957)
  2. Djuanda Kartawidjaja(1957-1959)
- Iran
  - Shah: Mohammad Reza Pahlavi (1941-1979)
  - Primo ministro:

  1. Hossein Ala' (1955-1957)
  2. Manouchehr Eghbal (1957-1960)
- Iraq
  - Re: Faisal II (1939-1958)
  - Primo ministro:

  1. Nuri al-Sa'id (1954-1957)
  2. 'Ali Jawdat al-Ayyubi (1957)
  3. Abdul-Wahab Mirjan (1957-1958)
- Israele
  - Presidente: Itzhak Ben-Zvi (1952-1963)
  - Primo ministro: David Ben Gurion (1955-1963)
- Laos
  - Re: Sisavang Vong (1946-1959)
  - Primi ministri: Souvanna Phouma (1956-1958)
- Libano
  - Presidente: Camille Chamoun (1952-1958)
  - Primo ministro: Sami Solh (1956-1958)
- Malaysia (indipendente dal 31 agosto 1957)
  - Re: Abdul Rahman of Negeri Sembilan (1957-1960)
  - Primo ministro: Tunku Abdul Rahman (1957-1970)
- Mongolia
  - Presidente: Jamsrangiin Sambuu (1954-1972)
  - Primo ministro: Yumjaagiin Tsedenbal (1952-1974)
- Mascate e Oman
  - Sultano: Sa'id bin Taymur (1932-1970)
- Nepal
  - Re: Mahendra del Nepal (1955-1972)
  - Primo ministro:

  1. Tanka Prasad Acharya (1956-1957)
  2. Ibrahim Ismail Chundrigar (1957)
  3. Feroz Khan Noon (1957-1958)
- Pakistan
  - Presidente: Iskander Mirza (1956-1958)
  - Primo ministro:

  1. Huseyn Shaheed Suhrawardy (1956-1957)
  2. Ibrahim Ismail Chundrigar (1957)
  3. Feroz Khan Noon (1957-1958)
- Siria
  - Presidente: Shukri al-Quwwatli (1955-1958)
  - Primo ministro: Sabri al-Asali (1956-1958)
- Taiwan
  - Presidente: Chiang Kai-shek (1950-1975)
  - Primo ministro: Yu Hung-chun (1954-1958)
- Thailandia
  - Re: Bhumibol Adulyadej (1946-2016)
  - Primo ministro:

  1. Plaek Phibunsongkhram (1948-1957)
  2. Pote Sarasin (1957)
- Turchia
  - Presidente: Celâl Bayar (1950-1960)
  - Primo ministro: Adnan Menderes (1950-1960)
- Vietnam del Nord
  - Presidente: Ho Chi Minh (1945-1969)
  - Primo ministro: Phạm Văn Đồng (1955-1987)
- Vietnam del Sud
  - Presidente: Ngô Đình Diệm (1955-1963)
- Yemen
  - Re: Ahmad ibn Yahya (1948-1962)

## Europa
- Albania
  - Presidente: Haxhi Lleshi (1953-1982)
  - Primo ministro: Mehmet Shehu (1954-1981)
- Andorra
  - Coprincipi di Andorra:
    - Coprincipe francese: René Coty (1954-1959)
    - Coprincipe episcopale: Ramón Iglesias i Navarri (1943-1969)
- Austria
  - Presidente:

  1. Theodor Körner (1951-1957)
  2. Julius Raab (1957) facente funzione
  3. Adolf Schärf (1957-1965)

  - Primo ministro: Julius Raab (1953-1961)
- Belgio
  - Re Baldovino (1951-1993)
  - Primo ministro: Achille Van Acker (1954-1958)
- Bulgaria
  - Presidente: Georgi Damjanov (1950-1958)
  - Primo ministro: Anton Jugov (1956-1962)
- Cecoslovacchia
  - Presidente:

  1. Antonín Zápotocký (1953-1957)
  2. Viliam Široký (1957) ad interim
  3. Antonín Novotný (1957-1968)

  - Primo ministro: Viliam Široký (1953-1963)
- Danimarca
  - Re: Federico IX (1947-1972)
  - Primo ministro: Hans Christian Svane Hansen (1955-1960)
- Finlandia
  - Presidente: Urho Kekkonen (1956-1982)
  - Primo ministro:

  1. Karl-August Fagerholm (1956-1957)
  2. Vieno Johannes Sukselainen (1957)
  3. Rainer von Fieandt (1957-1958)
- Francia
  - Presidente: René Coty (1954-1959)
  - Primo ministro:

  1. Guy Mollet (1956-1957)
  2. Maurice Bourgès-Maunoury (1957)
  3. Félix Gaillard (1957-1958)
- Germania Est
  - Presidente: Wilhelm Pieck (1949-1960)
  - Presidente del Consiglio: Otto Grotewohl (1949-1964)
- Germania Ovest
  - Presidente: Theodor Heuss (1949-1959)
  - Cancelliere: Konrad Adenauer (1949-1963)
- Grecia
  - Re: Paolo (1947-1964)
  - Primo ministro: Kōnstantinos Karamanlīs (1955-1968)
- Irlanda
  - Presidente: Seán T. O'Kelly (1945-1959)
  - Primo ministro:

  1. John Aloysius Costello (1954-1957)
  2. Éamon de Valera (1957-1959)
- Islanda
  - Presidente: Ásgeir Ásgeirsson (1952-1968)
  - Primo ministro: Hermann Jónasson (1956-1958)
- Italia
  - Presidente: Giovanni Gronchi (1955-1962)
  - Primo ministro:

  1. Antonio Segni (1955-1957)
  2. Adone Zoli (1957-1958)
- Jugoslavia
  - Capo di Stato: Josip Broz Tito (1953-1980)
  - Primo ministro: Josip Broz Tito (1945-1963)
- Liechtenstein
  - Principe:Francesco Giuseppe II (1938-1989)
  - Primo ministro: Alexander Frick (1945-1962)
- Lussemburgo
  - Granduchessa: Carlotta (1919-1964)[1]
  - Primo ministro: Joseph Bech (1953-1958)
- Monaco
  - Principe: Rainieri (1949-2005)
  - Primo ministro: Henry Soum (1953-1959)
- Norvegia
  - Re:

  1. Haakon VII (1905-1957)[1]
  2. Olav V (1957-1991)

  - Primo ministro: Einar Gerhardsen (1955-1963)
- Paesi Bassi
  - Regina: Giuliana (1948-1980)
  - Primo ministro: Willem Drees (1948-1958)
- Polonia
  - Presidente: Aleksander Zawadzki (1952-1964)
  - Primo ministro: Józef Cyrankiewicz (1954-1970)
- Portogallo
  - Presidente: Francisco Craveiro Lopes (1951-1958)
  - Primo ministro: António de Oliveira Salazar (1932-1968)
- Regno Unito
  - Regina: Elisabetta II (1952-2022)
  - Primo ministro:

  1. Anthony Eden (1955-1957)
  2. Harold Macmillan (1957-1963)
- Romania
  - Presidente: Petru Groza (1952-1958)
  - Primo ministro: Chivu Stoica (1955-1961)
- San Marino
  - Capitani reggenti:

  1. Mariano Ceccoli e Eugenio Bernardini (1956-1957)
  2. Giordano Giacomini e Primo Marani (1957)
  3. Marino Valdes Franciosi e Federico Micheloni (1957-1958)
- Spagna
  - Capo di Stato: Francisco Franco (1936-1975)
  - Primo ministro: Francisco Franco (1939-1973)
- Svezia
  - Re: Gustavo VI Adolfo (1950-1973)
  - Primo ministro: Tage Erlander (1946-1969)
- Svizzera
  - Presidente: Hans Streuli (1957)
- Ungheria
  - Presidente: István Dobi, (1952-1967)
  - Primo ministro: János Kádár (1956-1958)
- Unione Sovietica
  - Presidente: Kliment Efremovič Vorošilov (1953-1960)
  - Primo ministro: Nikolaj Aleksandrovič Bulganin (1955-1958)
- Vaticano
  - Papa: Pio XII (1939-1958)
  - Presidente del Governatorato: Nicola Canali (1939-1961)

## Oceania
- Australia
  - Regina: Elisabetta II (1952-2022)
  - Governatore generale: William Slim (1953-1960)
  - Primo ministro: Robert Menzies (1949-1966)
- Nuova Zelanda
  - Regina: Elisabetta II (1952-2022)
  - Governatore generale:

  1. Willoughby Norrie (1952-1957)
  2. Harold Barrowclough facente funzione (1957)
  3. Charles Lyttelton (1957-1962)

  - Primo ministro:

  1. Sidney Holland (1949-1957)
  2. Keith Holyoake (1957)
  3. Walter Nash (1957-1960)